# María Escario
María Esperanza Rodríguez Escario (Madrid, 18 de desembre de 1959) és una presentadora de Televisió Espanyola.

## Biografia
Llicenciada en periodisme per la Universitat Complutense de Madrid, va començar la seva carrera realitzant vídeos didàctics per als col·legis en una productora.
El 1985, va començar a treballar a TVE, contractada per Pedro Erquicia, i en aquesta cadena ha presentat totes les edicions del Telenotícies, el programa 48 hores, amb Andrés Aberasturi, l'informatiu Buenos Días, amb Pedro Erquicia.
També és coneguda pel públic per la seva estreta vinculació amb la informació esportiva. Ha presentat Estudio Estadio, Estadio 2 (domingo deporte) i entre 1986 i 2014 va aparèixer diàriament a l'informatiu Telediario, havent-se especialitzat, des de 1989 en la informació esportiva.
Va estar nominada als Premis ATV de 2002 com a Millor Comunicadora de Programes Informatius per la seva labor al capdavant del Telediario.
Al febrer de 2012 va ser ingressada a un hospital com a conseqüència d'un vessamment cerebral.
El 2013 rep el Premi Ondas a millor presentadora.
A partir de l'1 de setembre, amb els canvis en els informatius de TVE, María Escario abandonarà la secció esportiva del telenotícies, després de gairebé 30 anys.
L'any 2019 va obtenir el Premi Bones Pràctiques en Comunicació no sexista de l'Associació de Dones Periodistes de Catalunya, per ser una pionera en la promoció de l'esport femení a la televisió.